# The Delicious One
The Delicious One, también conocido como TDO o T.D.O. para abreviar (o el Wiener más buscado del mundo, que también ha sido el eslogan), es la mascota de Wienerschnitzel. Delicious One es un perro de chile antropomórfico. Casi todo el mundo quiere comérselo porque es un perrito caliente.

## Historia
En 1997, la directora creativa Courtney Betley y la directora de arte sénior Julia Cadar se propusieron crear el Wiener más buscado del mundo para Wienerschnitzel, pensando en TDO. El personaje de The Delicious One (o TDO) comenzó como un personaje de Claymation, creado y expresado por Luke Thomas y desarrollado por Loose Moose en Londres (que comenzaba a trabajar en los Estados Unidos) en 1999. Esta versión temprana de TDO había interpretado mal cada situación; algo ingenuo, TDO pensó que todos siempre lo querían por su encantadora personalidad y encanto, solo para descubrir rápidamente en casi todas las situaciones que todos lo querían por razones más nefastas (querían comérselo). Huye constantemente, intentando escapar de las garras de las personas hambrientas.